# Kerame
Der archäologische Fundort Kerame (griechisch Κεραμέ (n. sg.)) liegt auf der ostägäischen Insel Ikaria. Die Funde werden in die späte Mittelsteinzeit in die erste Hälfte des 9. Jahrtausend v. Chr. datiert.

## Lage
Kerame liegt an der Küste etwa 6,5 km nordöstlich von Agios Kirykos in unmittelbarer Nähe der Straße nach Faros und zum Inselflughafen. Der 5000–6000 m² große Fundort ist auf einer flachen zum Meer hin leicht abfallenden Landzunge gelegen. Bis zur Mitte des 20. Jahrhunderts wurde auf dem Gebiet intensiv Weinbau betrieben. Teilweise sind Stützmauern von bis zu fünf Terrassen erhalten.

## Archäologische Ausgrabung
Der Fundort wurde im Jahr 2004 identifiziert und im Jahr 2007 begann eine dreiwöchige Ausgrabung durch die Universität der Ägäis und die Universität Athen unter der Leitung von Adamantios Sampson. Das Gelände wurde in zehn Abschnitten, die meisten in Meeresnähe, untersucht. Zahlreiche Werkzeuge aus lokalem Quarz, Feuerstein vermutlich aus Samos sowie Obsidian aus Milos wurden gefunden. In Kerame konnte die früheste Nutzung von Obsidian aus Gyali belegt werden. Die Keramik zeigt große Ähnlichkeit mit Kythnos vom Anfang des 9. Jahrtausends v. Chr., jüngere Keramik konnte bisher nicht nachgewiesen werden, architektonische Überreste fehlen.

## Bedeutung
Bisher ist Kerame der älteste Fundort in der östlichen Ägäis und der nahegelegenen Küste Kleinasiens. Die Ähnlichkeiten der Steinbearbeitung und der Keramik zeigen ägäisweite Kontakte bereits in der Mittelsteinzeit. Nach Maroulas auf der Kykladeninsel Kythnos ist Kerame der zweite im Freien gelegene Fundort dieser Periode auf einer Ägäisinsel.